# بيدرو أمارال
بيدرو امارال (بالبرتغالية: Pedro Miguel Gaspar Amaral‏) (25 أغسطس 1997 بسينترا في البرتغال - ) هو لاعب كرة قدم برتغالي في مركز الظهير الأيسر لعب سابقاً في نادي الخليج السعودي.

## وصلات خارجية
- بيدرو امارال على موقع الاتحاد الأوربي (الإنجليزية)
- بيدرو امارال على موقع قاعدة بيانات كرة القدم.إي يو (الإنجليزية)
- بيدرو امارال على موقع Soccerway.com (الإنجليزية)